# Work It (canção de Missy Elliott)
"Work It" é uma canção da rapper norte-americana Missy Elliott, gravada para o seu quarto álbum de estúdio Under Construction. Lançada a 9 de Setembro de 2002, foi escrita e produzida pela própria em conjunto com Timbaland. O vídeo musical da faixa recebeu o primeiro prémio na categoria Video of the Year na cerimónia MTV Video Music Awards de 03.
Em 21 de fevereiro de 2015, "Work It" re-estreou na Billboard Hot 100 na posição #35, mais de uma década após seu lançamento e estreia nas paradas musicais.